# アカギカメムシ
アカギカメムシ (Cantao ocellatus) は、カメムシ目キンカメムシ科の昆虫。熱帯域から亜熱帯域に分布する、大型のキンカメムシの一種。亜社会性を営み、卵塊や幼虫をメス親が保護するほか、時に成虫が大集団を形成する。また、色彩の変異が顕著である。色彩は赤から白までの変異があり、これは地域と個体の成熟に関わるとされる。また、肩の棘は地域によって変異がある。

## 特徴
体長は17-26mmの大型のカメムシ。日本本土のカメムシ類では、オオキンカメムシやオオヘリカメムシより大きく、最大級である。
外見は、典型的なカメムシ型。オオキンカメムシなどよりは縦長な形をしている。背面はなだらかに盛り上がり、覆面はやや平ら。頭部は三角、前胸は左右に張り、もっとも幅広い。その両端は軽く尖るか、鋭い斜め前向きの棘がある。それ以降の背面は小楯板によって覆われる。後端は次第に狭まって、やや突き出して終わる。後端から、膜状の翅が突き出る場合がある。
斑紋や色彩は変異が多い。基本的には、前胸と小楯板は同色で、似たような斑紋になる。前胸には、中央より左右に前後二つ、その外側に一つの黒斑、小楯板には正中線に沿って前胸の少し後ろと後端より少し前に縦長の黒斑、その両側中程には、前の黒斑の少し後方と、後ろの黒斑の前方に、ハの字に並んだ黒斑がある。これらの大きさは個体差があって、消える場合もある。その周囲は、基本的には燈赤色で、黒斑の周辺が黄色っぽい。この地色は、濃いものから薄いものまで様々で、場合によっては、全体に白っぽいものも見られる。いずれにせよ、つやはない。

### 変異
前胸の棘については、地方変異である。日本や台湾のものでは棘はないが、インド、マレー半島などでは明確な棘が見られる。
また、色彩変異については、少なくともその一部は、同一個体の経時的変化だとされる。湊 (1990) は、沖縄県において、沖縄本島では黄色の個体が、八重山諸島では赤い個体が多いとの通説をひきつつ、沖縄本島の観察で、羽化直後には鮮やかな赤であった個体が、次第にオレンジ色から黄色に変化したと述べている。八重山に赤い個体が多いのは、羽化回数が多いために、若い個体を見ることが多いためではないかとしている。

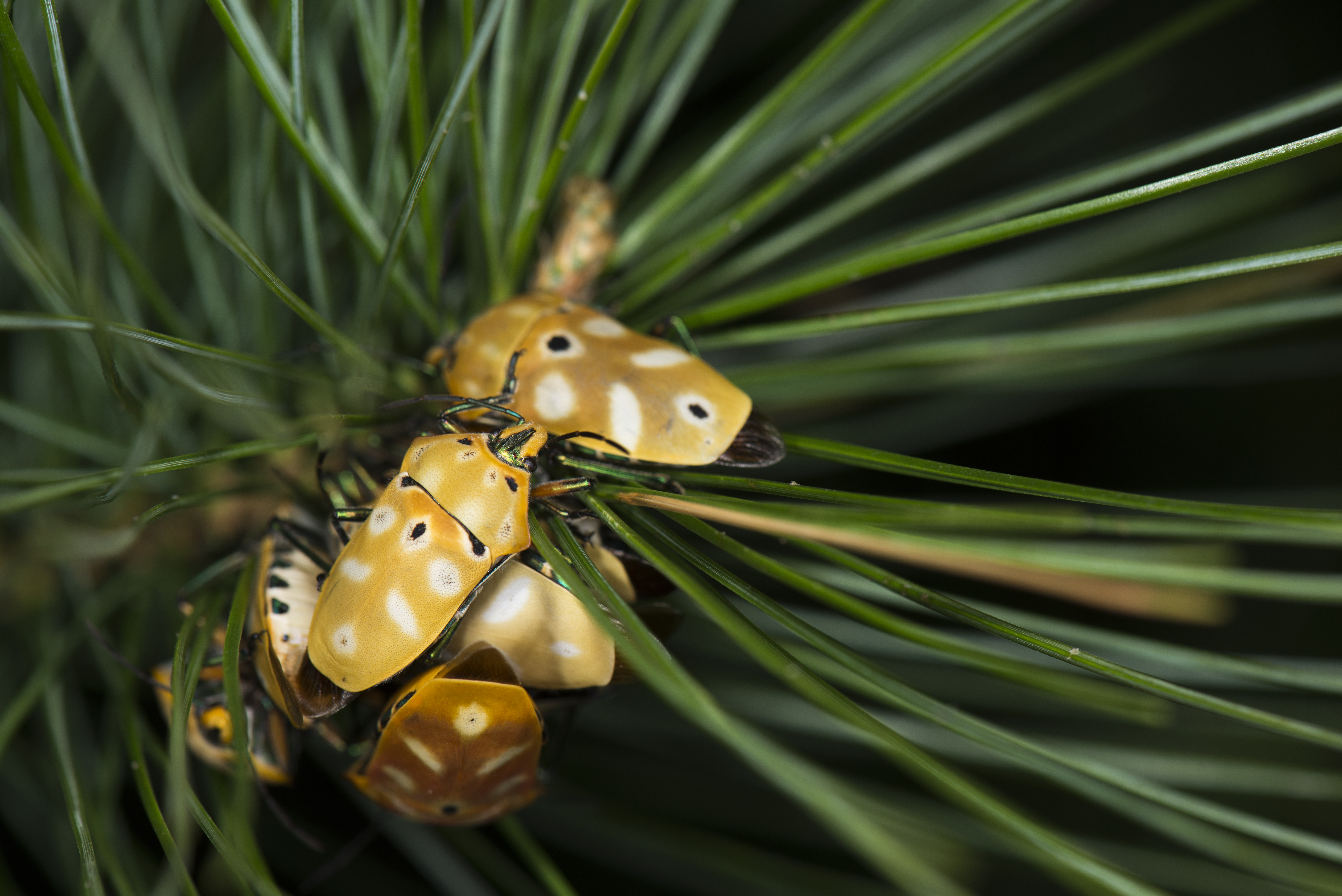
前胸両端に棘状突起のないもの
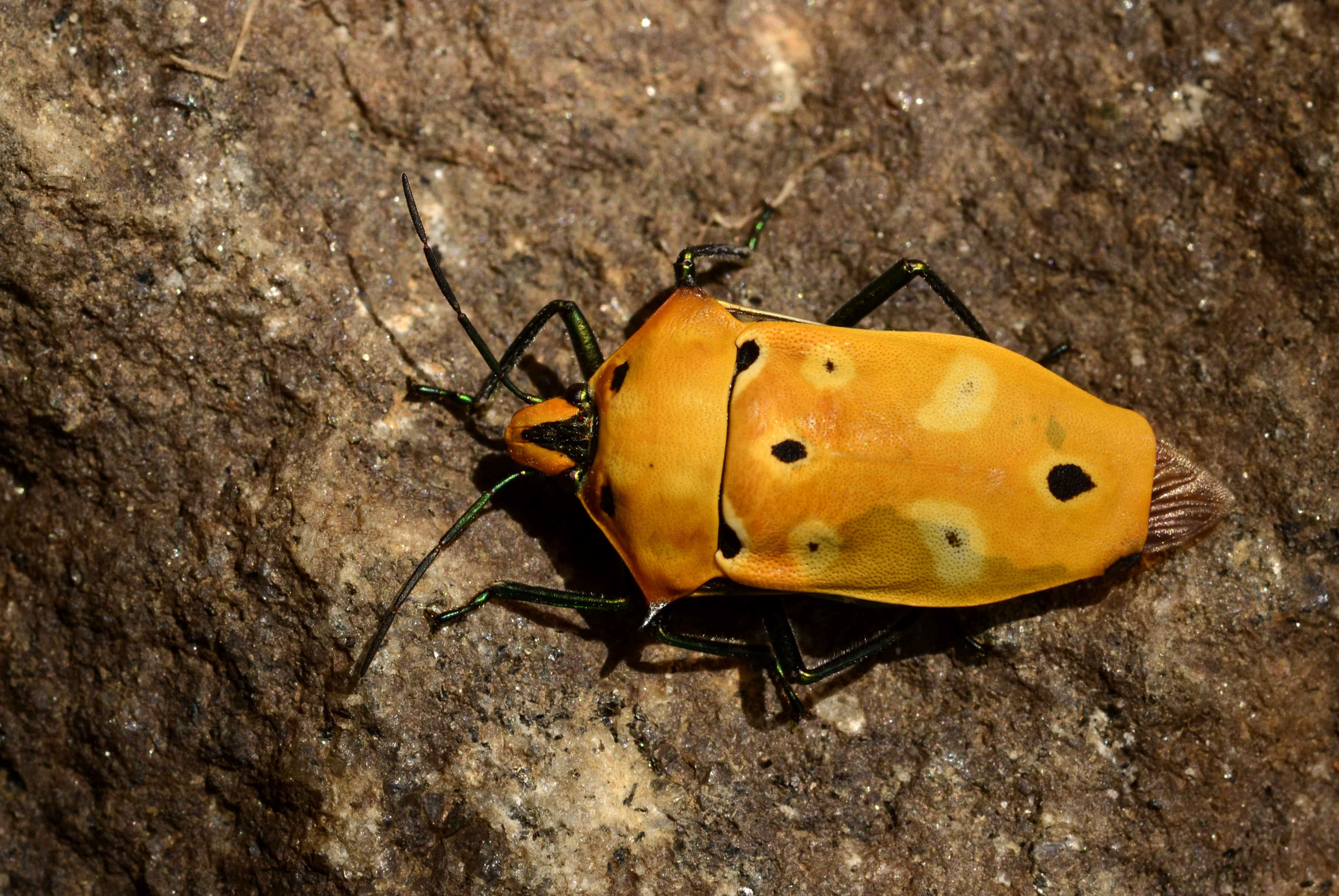
体色の変異・黄色のもの
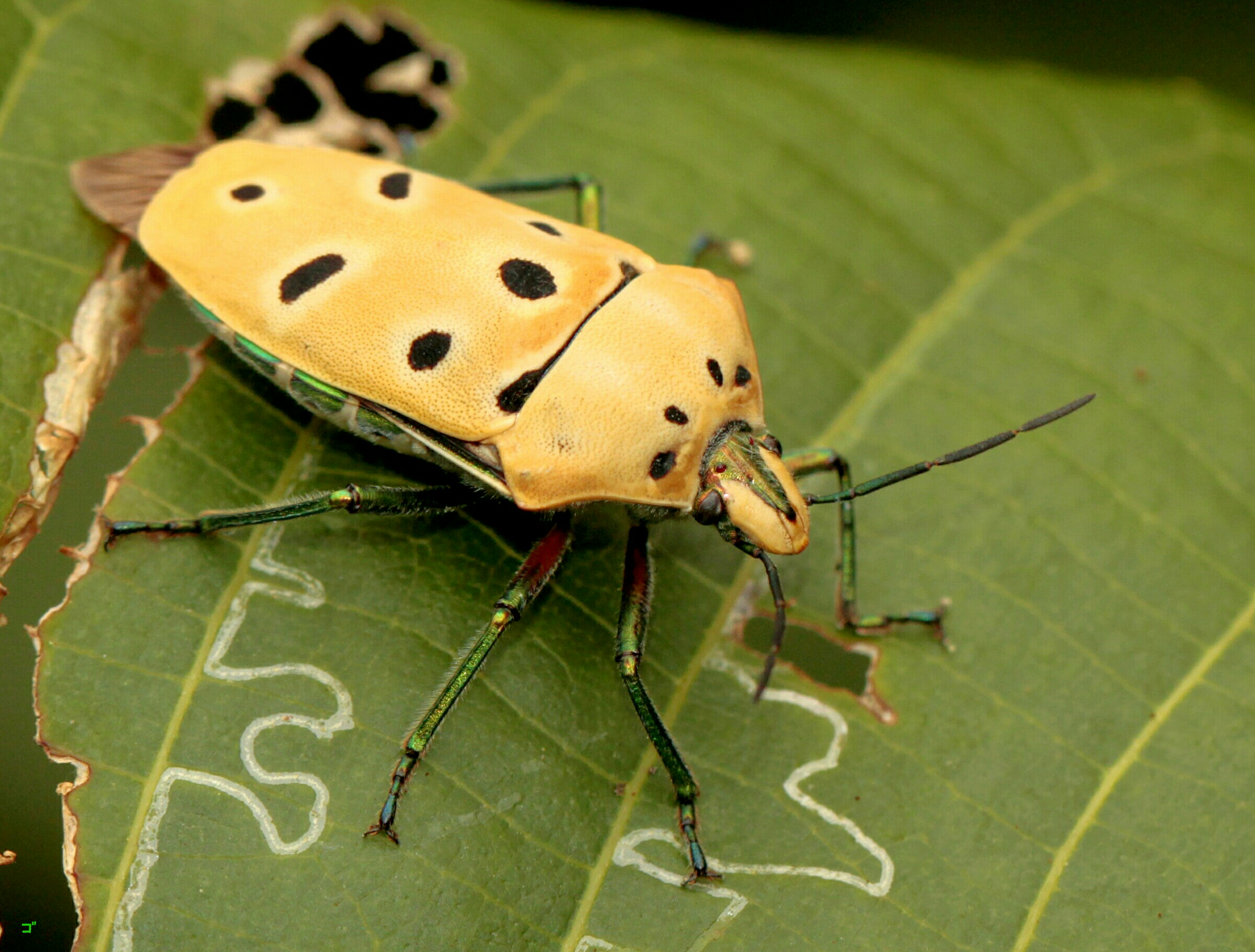
白黄色のもの

## 生態
食草であるアカメガシワの他、ウラジロアカメガシワ、オオバギ、カキバカンコノキ、アブラギリ、オオサザンカなどに飛来するが、幼虫の食草は主としてアカメガシワである。
メスは数十個の卵を一層の集団で産み付ける。台湾での観察例では、卵は約8日で孵化し、一齢幼虫はそのまま卵塊状で集団を作る。約6日後に脱皮して2齢となり、ここで移動を開始して、アカメガシワの果実に移動、摂食を開始する。年に2-3世代を繰り返し、最初の出現は4月である。
ただし、生活史の詳細は謎が多い。後述のように、大集団を作るという点にも謎が多い。これについては、繁殖が広範囲で行われる上に、成虫集団の分散や移動、それに集合の繰り返しが行われながら、次第に大集団が出来ると言った流れがあって、独立した集団を追跡することが難しいため、と考えられている。

### 亜社会性
メスは食草の葉裏に卵塊を生み付けると、その上に跨るようにして静止する。そのまま、一齢幼虫が孵化し、二齢となって移動し始めるまで、そのまま守り続ける。台湾の観察例では、雌成虫はそのまま死亡したと言うが、石垣島の観察例ではその場を立ち去ったという。この間、メスは近づくものに対して、体をその方向に傾け、その接近を妨げる行動を取る。また、沖縄本島での湊 (1990) の観察では、高温下で、前脚腿節から出た粘液を口吻でくっつけるのが観察されている。逆に、天敵に対する防御の様子は観察出来なかったという。
このほか、台湾の観察例では、実験的に抱卵中のメスを他個体も卵塊に移動しても抱卵したこと、抱卵中のメスを幼虫群の上に移動させてもそのまま保護したこと、また抱卵前のメスを卵塊に置いても抱卵しなかったこと、抱卵中のメスを他に移動させた場合、しばらく静止した後に移動していったことが確認されている。石垣島での観察例では、発泡スチロールで作った疑似卵塊も保護の対象になったことが観察されている。

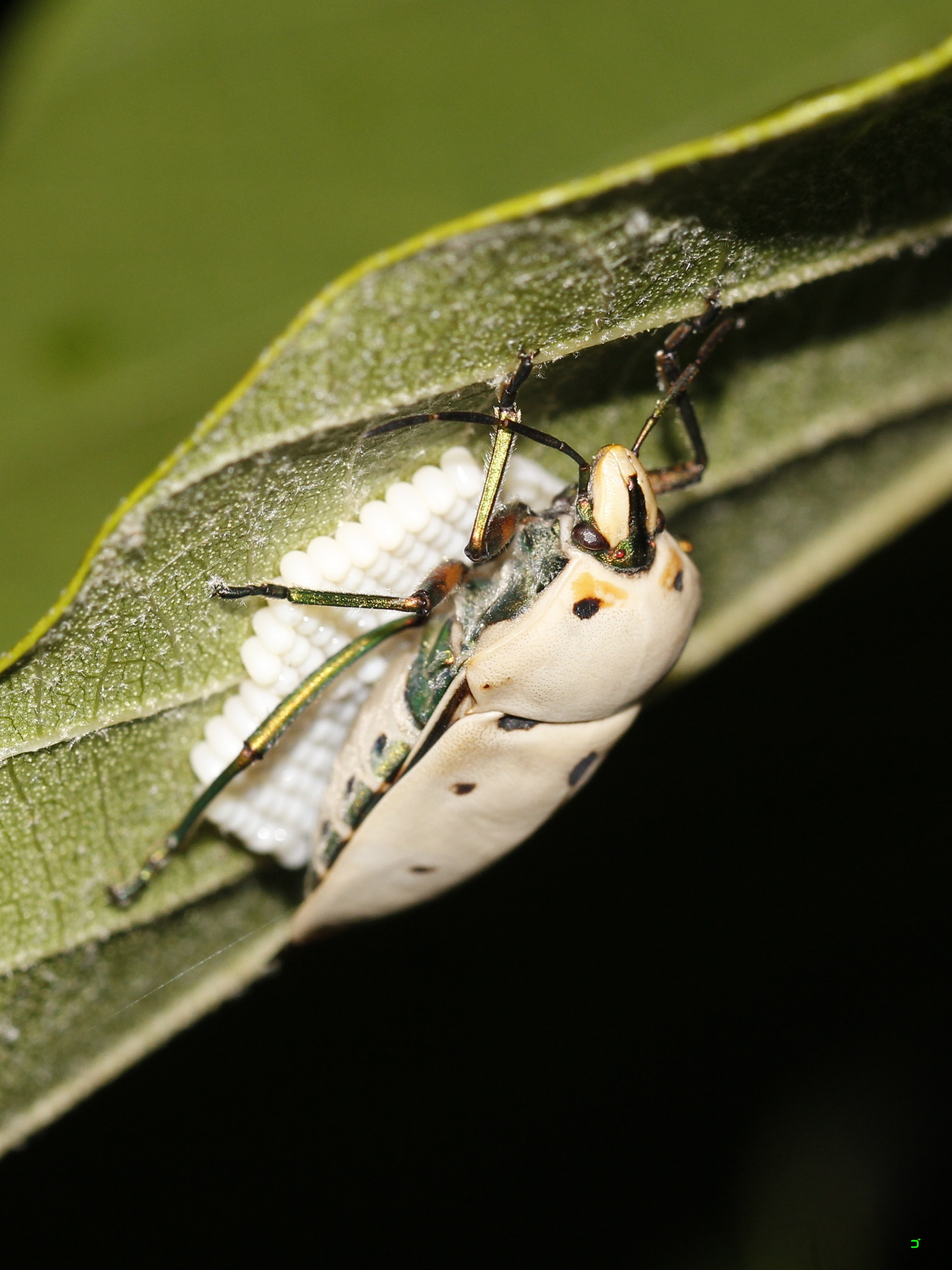
抱卵中のメス

### 集団の形成
この種は、成虫の集団が作られることも知られている。食草のアカメガシワ以外の木においても、1枚の葉に数十頭が集まり、しかも樹木の多くの葉にそのような集団が形成される事で、全体として何千頭にも達する密集した集団を作るのが見られ、その姿は「樹木が橙色の果実をたわわに実らせたごとく」とされる。この理由は不明であり、これを冬眠としたものもあるが、集団は夏期に見られる。湊 (1990) は、これが交尾に関わるものとの言及をしている。
藤崎 (2009) は熱帯性の昆虫において、夏期に集団を作ることで湿度を保持し、呼吸を押さえて、休眠を安定させる効果が知られている例を挙げて、これに類する現象である可能性を示唆している。
幼虫は、アカメガシワの果実の上に集団をなすが、時に食草のそばの別の葉の上で集団を作っているのが観察される。これについては、脱皮の前であることが観察されており、いわゆる脱皮集団であると考えられている。

## 分布
東南アジアなどの熱帯域に分布。
南方定点の気象観測船での採集例が知られており、この種は長距離を飛行して移動する習性を示すものと考えられている。
南西諸島が北限とされていた。日本では、本土においては、元来は生存しなかったようであるが、屋久島、種子島から、九州や四国、本州南岸でも採集される事例が生じており、一部では定着している可能性も示唆されている。九州地方や中国地方では繁殖していることが判明している。2018年には北海道の道南地方で初めて2匹が確認された。2020年には関東地方や東北地方で目撃されたほか、北海道松前町でも確認され、さらに北海道博物館の調査では8月から9月にかけて北海道各地（渡島地方、檜山地方、胆振地方、後志地方、札幌市西区、旭川市神居古潭など24か所計239匹）で確認された。

## 利害
カメムシ類に特有の臭気を出すことはなく、作物への害もないとされている。ただし、分布域の拡大が進展しており生態系への影響が指摘されている。